# استيبان أرياس
استيبان أرياس (بالإسبانية: Esteban Arias)‏ (26 أغسطس 1982 في الولايات المتحدة - ) هو لاعب كرة قدم مكسيكي في مركز الدفاع. لعب مع نادي شيفاز يو إس أي وBakersfield Brigade ‏.

## وصلات خارجية
- استيبان أرياس على موقع الدوري الأمريكي (الإنجليزية)
- استيبان أرياس على موقع قاعدة بيانات كرة القدم.إي يو (الإنجليزية)